# Fontana de Vielha
El Tuc de la Fontana de Vielha o Tozal de Fontana de Vielha es una montaña de los Pirineos de 2576 metros de altitud situada en el límite de las comarcas españolas del Valle de Arán (provincia de Lérida) y Ribagorza (provincia de Huesca).

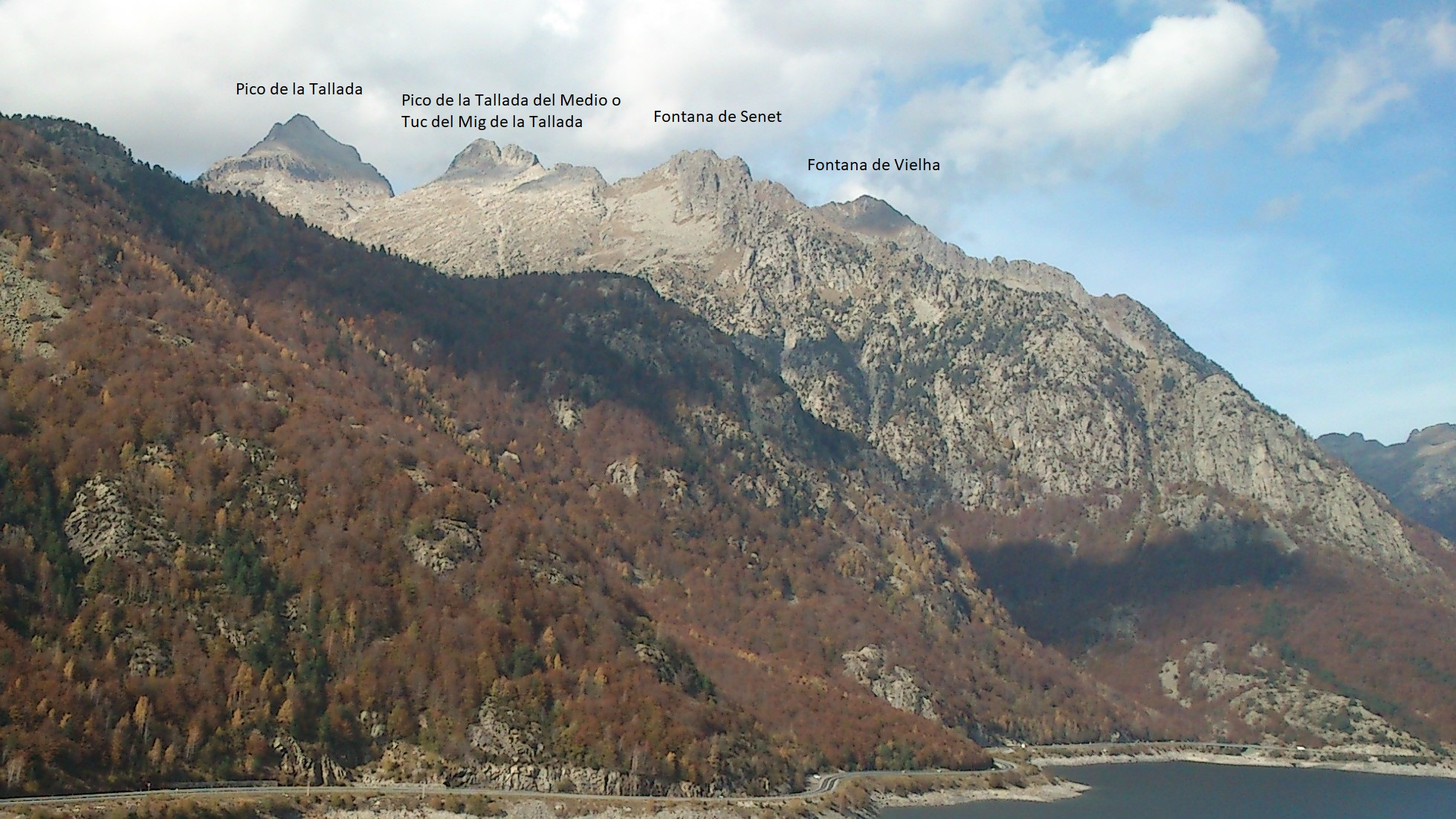
Vista de izquierda a derecha, pico o Tuc de la Tallada, pico de la Tallada del Medio o Tuc del Mig de la Tallada, Fontana de Senet y Fontana de Vielha